# 齋藤博
齋藤 博（さいとう ひろし、1939年（昭和14年）3月27日 - ）は、日本の政治家。所沢市名誉市民。埼玉県所沢市の元市長。中央大学商学部卒業。

## 経歴
1939年、所沢市議を務めた父・静の次男として埼玉県所沢市で生まれる。1971年に32歳で所沢市議会議員選挙に当選する。1979年に埼玉県議会議員選挙（自由民主党公認）に当選し、以後連続3期当選を果たした。
1988年に発生した埼玉県議団分裂問題では、分派の「自民党第１県議団」に参加するが、自民党埼玉県連の無条件復帰の呼びかけによって、6県議とともに自民党県議団へ復帰した。
1990年11月、齋藤は所沢市長選挙に無所属から出馬を表明し、県議選挙を見送る形を取ったが、1991年に現職の中井真一郎市長(無所属保守系)が不出馬を表明。中井市長の後継者として出馬した所沢商工会議所副会頭の田中義高に追われる形となった。齋藤・田中両陣営とも自民党からの推薦が得られなかったため、自民党所沢支部や県議後援会で内紛が起こり、保守分裂選挙となった。市長選挙は、元自民党県議の齋藤、保守系無所属で前市長の後継者の田中、革新系の当摩好子前市議(社会党系)の三つ巴となり、齋藤は党からの推薦は得られなかったものの、農業・医師・スポーツなどの170以上の団体から推薦を受けた。市長選では、東京-狭山線(現在の県道126号線)や所沢-飯能線(現在の所沢入間バイパス)、国道299号バイパス(飯能狭山バイパス)の早期開通を公約に掲げている。選挙の結果は組織票を固めた齋藤が大差で両候補を破り、初当選を果たした。1995年の市長選では、自民党・新進党・新党さきがけ・公明埼玉の4党からの推薦のもと出馬し、共産党系候補を破って当選を果たした。1999年の市長選挙では自民・民主党・公明党・改革クラブの推薦を受けて組織票を確保し、アニメーション監督の宮崎駿の応援を得た安田敏夫元市議や共産党系の候補を破って3選を果たした。2003年の市長選では「ストップ四選」をスローガンに掲げた安田元市議との一騎打ちになったものの、自公からの推薦のほか、連合埼玉や民主党系国会議員らの支援を受けて4選を果たした。2007年の市長選でも出馬が有力視されたが、8月に引退を表明し、後継者は指名しなかった。
2017年7月8日所沢市名誉市民に推挙した。

## 政策

### 基地問題
所沢市には在日米軍基地(所沢通信基地)が存在しており、基地返還が進んでいたものの、齋藤が市長となった1990年にはまだ3割近い土地が未返還のままだった。齋藤は1996年5月にアメリカ合衆国ディケーター市との姉妹都市締結30周年を記念した友好代表団として渡米し、ウォーレン・クリストファー国務長官あての「米軍所沢通信基地の返還」の要望書を直接提出した。基地返還問題で市長が直接国務省へ出向き、要望書を提出するのは当時として珍しいことだった。しかし、提出から半年が経過しても国務省からの返答がなく、12月14日にはクリストファー国務長官あての督促状を再度提出している。

### 西武園競輪問題
所沢市の西武園競輪場では、埼玉県・所沢市・川越市・秩父市・行田市の主催で年間12回のレースを開催していた。公営ギャンブル業界はバブル崩壊後の不況の影響で売上高や入場数が減少していたが、西武園競輪場も例外ではなく、所沢市は97年度から赤字経営に転落した。赤字の原因の一つとして日本自転車振興会への交付金の高さが挙げられている。交付金制度は、公営ギャンブルへの批判を避けるために導入された制度で、公営ギャンブルを運営する地方公共団体が国の外郭団体である日本自転車振興会に対して車検売上金の約3.7%を支払うことになっていた。売上金ベースで赤字の状態でも支払いが求められていたため、1970年代末から交付金制度の是正を求める声があり、1990年代の景気低迷によってその声はさらに強まった。開催自治体が所属している「全国競輪施行者協議会」は交付金の比率変更を求めていたが、競輪を管轄する経済産業省車両課や日本自転車振興会は経営の合理化などを要求して反発を強めていた。
所沢市の競輪事業の赤字額は約1800万円(1997年度)、約2000万円(1998年度)、約8000万円(1999年度)と年々膨らみ、2001年3月、齋藤は交付金制度の見直しを求めて、日本自転車振興会に対する交付金9700万円のうち赤字分5000万円の支払い拒否を正式に表明した。経済産業省は制裁としてレースの開催権を剥奪したほか、振興会は民事提訴の検討を行なっていたが、所沢市の行動に賛成する自治体も現れ、松戸市など41自治体が「所沢を支援する競輪施行者の会」を発足し、交付金制度の改革を求めて国や振興会側と対立姿勢を強めた。しかし、5月31日になって齋藤は未納金5000万円を支払う方針を発表し、レースが例年通り開催されることとなった。方針転換の理由について、産業構造審議会の競輪小委員会で交付金問題を審議するとの回答が国から得られたことを挙げ、齋藤は「この問題で初めて岩（国）が動いた」と評価した。
その後、2001年度・2004年度は黒字に持ち直したが、赤字経営が続き、県や他市との経営効率化の交渉も不成立に終わったことから、2006年8月に齋藤は競輪事業からの撤退を正式に表明した。

## 親族
- 父 齋藤 静 (さいとう せい, - 1991年9月10日)：所沢市議、県農協中央会長[19]。

## 栄典
- 1997年 藍綬褒章[20]
- 2011年 旭日中綬章[21]